# Pierre Clerk
 (décembre 2022).
Pierre Clerk est un artiste contemporain né à Atlanta de parents canadiens, en 1928. 
Il travaille principalement dans la peinture, la gravure et la sculpture.

## Biographie
Né d'un père architecte, il vit au Canada entre 1932 et 1952 et étudie les beaux-arts à Montréal au Canada, à l'Université McGill, au Loyola College, à la Canada School of Art & Design et au Musée des beaux-arts. En 1952, il étudie à Paris à l’Académie Julian et plus tard à l’Accademia di Belle Arti à Florence.  
Il rejoint ensuite New York en 1959.
Son travail a été largement reconnu et bénéficié de bourses de nombreuses institutions, parmi lesquelles : Canadian Council Awards, Tamarind Fel Albuquerque (Nouveau Mexique), United States Information Service Exhibition Grant, Municipal Art Society Grant et U.S. Department of State Travel Grant.
Il vit et travaille actuellement entre New York et le Sud-Ouest de la France.

## Musées et collections publiques
- Albright Knox Museum, Buffalo, New York
- Art Gallery of Jaffa, Israël
- Musée d'art contemporain de Montréal
- Museum of Modern Art, New York[3]
- Musée de Québec, Canada
- Musée des beaux-arts de Montréal, Canada
- Musée national des beaux-arts du Québec[4] : Composition n°9[5] et Abstraction[6]
- Musée des beaux-arts du Canada, Ottawa, Canada
- Newburgh Museum, Purchase, New York
- Rose Art Museum, Brandeis University
- Musée Salomon Guggenheim, New York
- Whitney Museum, New York[7]
- University of Connecticut at Storrs
- University of Glasgow Art Museum, Écosse

## Expositions personnelles
- 2011 : « Couleur, forme, espace », Base Sous Marine, Bordeaux, France[8]
- 2018 : « Works », Galerie Thomas Bernard - Cortex Athletico], Paris, France[9]
- 2020-2021 : « Paintings-Sculptures », Francis Maere Fine Arts Gallery, Gand, Belgique[10][source insuffisante]
- 2023 : « Solo, Pierre Clerk early works (1950-69) », Francis Maere Fine Arts Gallery, Gand, Belgique[11][source insuffisante]